# Zuid-Vietnam (regio)

Regio's van Vietnam. Het Zuidoosten (paars) en de Mekong-rivierdelta (roze) bevinden zich in Zuid-Vietnam.

Zuid-Vietnam is een van de drie regio's waarin Vietnam onderverdeeld is. De naam moet niet verward worden met de historische staat Zuid-Vietnam.
De ligging van de regio Zuid-Vietnam komt ongeveer overeen met het vroegere Cochinchina.
De regio wordt in tweeën gedeeld en bestaat uit 17 provincies en 2 gemeentes op provincieniveau:
- Zuidoostelijke regio (Dông Nam Bô): Bà Rịa-Vũng Tàu, Bình Dương, Bình Phước, Đồng Nai, Tây Ninh en de zelfstandige gemeente Ho Chi Minhstad
- Mekong-rivierdeltaregio (Đồng Bằng Sông Cửu Long): An Giang, Bạc Liêu, Bến Tre, Cà Mau, Đồng Tháp, Hậu Giang, Kiên Giang, Long An, Sóc Trăng, Tiền Giang, Trà Vinh, Vĩnh Long en de zelfstandige gemeente Cần Thơ.